# Simon Petri
Simon Petri, död 10 april 1614 i Hovs socken, var en svensk präst i Hovs församling.

## Biografi
Simon Petri föddes 1524. Han prästvigdes 1559 och skrev under 31 juli 1568 trohetsförsäkran till hertig Johan III. Petri blev senast 1568 kyrkoherde i Hovs församling. Den 25 januari 1569 skrev Petris under riksdagsbeslutet och arvföreningen 7 mars 1590. Han skrevs under Uppsala mötes beslut 1593 och Söderköpings riksdagsbeslut 1595. Petri avled 10 april 1614 i Hovs socken.
Petri var gift med Marit Persdotter (död 1612). De fick tillsammans sönerna Nicolaus Gråsten (senare kopparslagare i Linköping) och Andreas (död 1616).